# Adolf von Auersperg
Adolf von Auersperg herceg (teljes nevén Fürst Adolf Wilhelm Carl Daniel von Auersperg (Wlaschim, Csehország, 1821. július 21. – Neidling, Alsó-Ausztria, 1885. január 5.) katonatiszt, osztrák politikus, 1867-től Csehország tartományi gyűlésének kinevezett főnöke (Oberstlandmarschall), 1868-tól az osztrák Birodalmi Parlament felsőházának (Herrenhaus im Reichsrat) tagja, 1870–1871 között Salzburg tartományi főnöke, 1871–1879 között az Osztrák–Magyar Monarchián belüli Ausztria (Ciszlajtánia) miniszterelnöke, 1879–1885 között az osztrák Legfelsőbb Számvevőszék (Oberster Rechnungshof) elnöke. Karl Wilhelm von Auersperg herceg öccse.

## Életpályája
Sokat utazott, majd a hadseregbe lépett és 1867-ben mint dragonyos-őrnagy nyugalomba vonult. Csak most kezdte meg politikai pályáját, mint a német–cseh alkotmányos érzületű nagybirtokosok képviselője. Mint a cseh tartománygyűlés elnöke, a viharos tanácskozásokat részrehajlás nélkül  és tapintattal vezette. 1870-ben Salzburg tartomány helytartója lett, amely állásban általános megbecsülést vívott ki magának. (Salzburg díszpolgárává választották.) Ebben az állásban a föderalizmus útját egyengető Hohenwart–Schäffle-kormányt is ellenezte, amelynek bukása után (1871) maga lett az új, szabadelvű kormány miniszterelnöke. A legkényesebb feladatot, a Magyarországgal való kiegyezést a Ferenc József császár és király személyes közbenjárása mellett ugyan megoldotta, csakhogy a birodalmi gyűlés többsége vonakodott a felszaporodott költségeket és a magasabb vámokat megszavazni. Ekkor Auersperg beadta lemondását, azonban ezt  a császár nem fogadta el, sőt, személyesen lépett összeköttetésbe a lengyel párttal, csakhogy a kiegyezés elfogadását biztosítsa. 1878. júniusban végre a kormány, a lengyelek, a csehek és a klerikális német képviselők által támogatva, a német szabadelvű párt ellenében a kiegyezés utolsó pontjait is megszavaztatta a parlamentben. A birodalmi gyűlés többsége és kivált a német szabadelvű párt által a leghatározottabban elítélt és ellenzett bosnyák okkupáció okozta  az Auersper-kormány bukását. Miután a szabadelvű párt cserben hagyta, 1879 februárjában Auersperg újból lemondott. A császár ekkor elbocsátotta őt és egyúttal a legfelsőbb számvevőszék elnökévé nevezte ki.

## Külső hivatkozások
- aeiou